# Campylaimus lefeverei
Campylaimus lefeverei är en rundmaskart som beskrevs av Gerlach 1956. Campylaimus lefeverei ingår i släktet Campylaimus och familjen Axonolaimidae. Inga underarter finns listade i Catalogue of Life.